# Nicaragua en los Juegos Panamericanos de 2023
Nicaragua fue uno de los países competidores en los Juegos Panamericanos de 2023, que se realizaron del del 20 de octubre al 5 de noviembre en la ciudad de Santiago de Chile, Chile. Este estuvo conformado con 24 atletas (13 hombres y 11 mujeres) en 10 deportes. La delegación obtuvo 2 medallas, ambas de plata y del arte marcial Taekwondo.

## Medallistas
| Medalla          | Atleta / Equipo           | Deporte   | Evento                       | Fecha          |
| ---------------- | ------------------------- | --------- | ---------------------------- | -------------- |
| Medalla de plata | Elian Ortega              | Taekwondo | Poomsae Individual Masculino | 21 de octubre  |
| Medalla de plata | Elian Ortega Ingrid Darce | Taekwondo | Poomsae por Parejas Mixtas   | 22 de ocrtubre |

Medallistas extraídos de la página oficial de las Olimpiadas